# Рундквист, Дмитрий Васильевич
Дми́трий Васи́льевич Ру́ндквист (10 августа 1930, Ленинград — 15 января 2022, Москва) — советский и российский учёный-геолог, минералог и металлогенист, доктор геолого-минералогических наук, профессор, президент Российского минералогического общества (1987—2015), академик АН СССР (1990).

## Биография
Родился 10 августа 1930 года в Ленинграде.
В 1948 году поступил на геологоразведочный факультет Ленинградского горного института имени Г. В. Плеханова, который с отличием окончил по специальности «геологическая съёмка и поиски месторождений полезных ископаемых», получив при этом квалификацию «горного инженера-геолога».
В 1954—1984 годах работал во Всесоюзном геологическом институте (ВСЕГЕИ). С апреля 1954 года в должности младшего научного сотрудника ВСЕГЕИ изучал оловорудные месторождения на Малом Хингане. В 1957 году защитил диссертацию на соискание учёной степени кандидата геолого-минералогических наук (тема — «Минералогия Хинганского оловорудного месторождения»). С 1961 года — старший научный сотрудник отдела металлогении ВСЕГЕИ; проводил научные изыскания по рудным формациям в различных регионах СССР (включая Урал, Центральный Казахстан, Забайкалье, Дальний Восток). В 1968 году защитил докторскую диссертацию (тема — «Онтогенез и филогенез грейзеновых месторождений»), после чего в 1969 году ему присудили учёную степень доктора геолого-минералогических наук. С 1969 года в течение 15 лет работал заместителем директора по науке ВСЕГЕИ.
С 1976 года — профессор по специальности «Металлогения».
22 мая 1984 года был избран член-корреспондентом Академии наук СССР.
В 1984—1990 годах — директор Института геологии и геохронологии докембрия РАН (ИГГД), руководил там лабораторией металлогении (до 1993).
В июне 1993 года был назначен директором Государственного геологического музея им. В. И. Вернадского РАН (ГГМ РАН). C 2002 года научный руководитель ГГМ РАН.
15 декабря 1990 года избран действительным членом АН СССР по Отделению геологии, геофизики, геохимии и горных наук (металлогения) АН СССР.
В 1996—2003 годах — академик-секретарь Отделения наук о Земле РАН.
Советник РАН, член Президиума РАН. Руководитель международного проекта «Атлас металлогенической зональности докембрия мира»; заместитель главного редактора журнала «Геология рудных месторождений». Член подкомиссии по металлогеническим картам мира Международного союза геологических наук.
Скончался 15 января 2022 года в Москве. Похоронен на Троекуровском кладбище.

## Семья
Жёны:
Павлова Инна Григорьевна (1930-2009)
- Волчанская, Инга Константиновна (1938—1993) — геоморфолог и геолог.
- Звездинская, Лариса Всеволодовна (род. 1948) — минералог[5][6].

Дочери — Ольга и Наталья.

## Научная деятельность

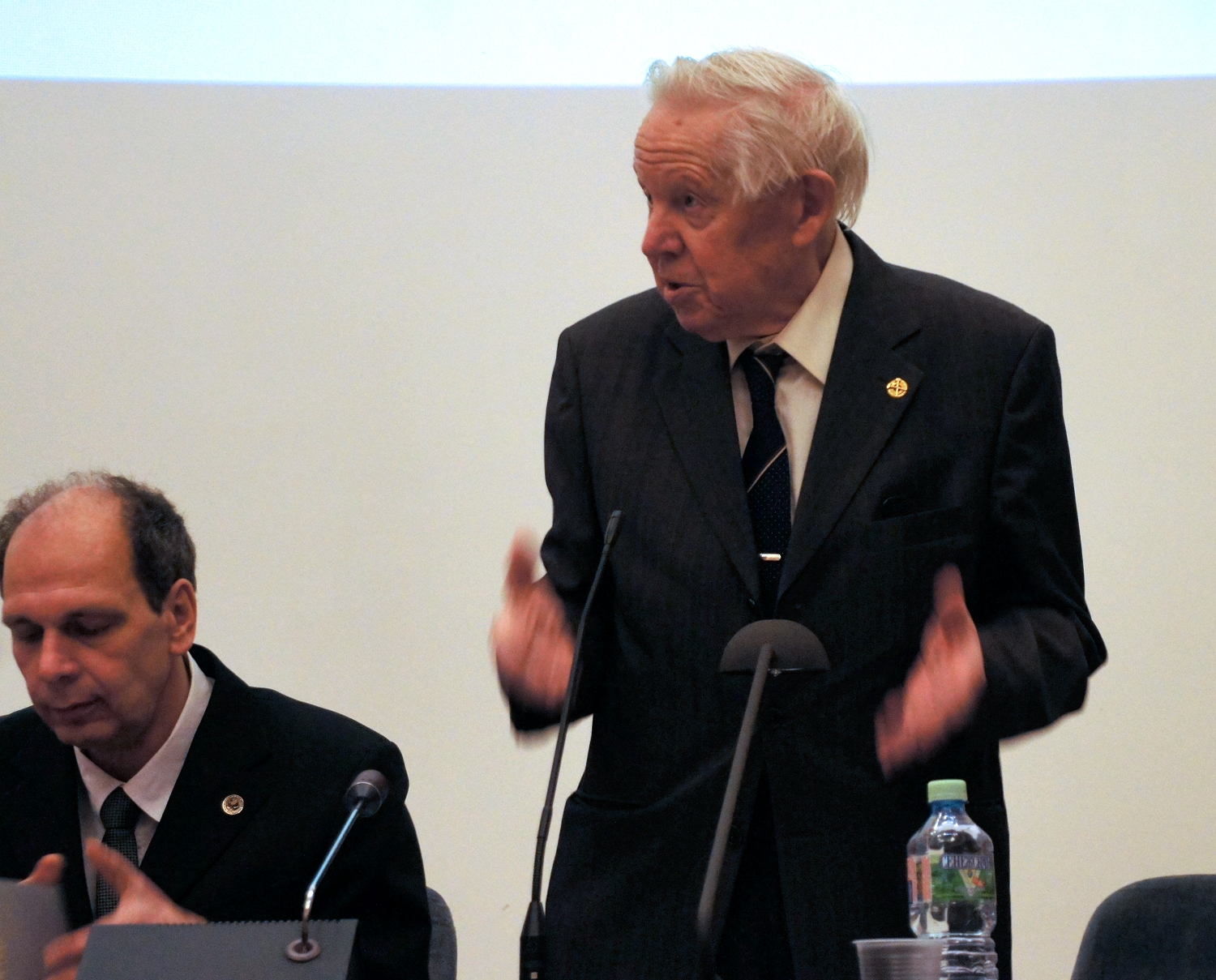
Выступление в президиуме РАН, 2016 г.

Основные направления научных интересов Д. В. Рундквиста: геология рудных месторождений, глобальная и региональная металлогения, минералогия, петрография, геодинамика и сейсмотектоника. Изучал: зональность месторождений олова, вольфрама, молибдена, никеля, меди; рудоносность метасоматически изменённых пород; гранитоидный магматизм и сопутствующее ему оруденение. Значительное место в научной деятельности Д. В. Рундквиста занимали формационный анализ горных пород и руд, а также его применение при металлогенических исследованиях и прогнозной оценке территории СССР. Внёс крупный вклад в создание региональных металлогенических карт. Опубликовал ряд работ по истории геологических наук и анализу достижений выдающихся отечественных геологов.
Под руководством Д. В. Рундквиста и при его участии были изданы капитальные монографии «Зональность эндогенных рудных месторождений» (1975), «Критерии прогнозной оценки территорий на твёрдые полезные ископаемые» (1978), «Рудоносность и формации структур земной коры» (1981), серия книг «Принципы и методы оценки рудоносности геологических формаций» (1983—1986 гг.), монографии «Докембрийская геология СССР» (1988), «Месторождения полезных ископаемых докембрия СССР» (1991), «Основы металлогенического анализа при геологическом картировании докембрия» (1995). Начиная с 1984 года на основе формационного анализа были созданы карты «Металлогения СССР» (16 карт регионов) и серия карт «Прогнозная оценка территории на комплекс полезных ископаемых», охвативших всю территорию СССР. В 1986—1991 гг. был главным редактором «Атласа металлогенических карт СССР».

## Членство в организациях
- 1961 — КПСС[2].
- 1976 — член Международной ассоциации по генезису рудных месторождений, в которой в 1990—1994 гг. был вице-президентом.
- 1982—1986 — первый вице-президент Всесоюзного минералогического общества (Российское минералогическое общество), 1987—2015 — президент.
- 1998 — вице-президент Российского геологического общества.

## Награды, премии, почётные звания
- 1970 — Медаль «В ознаменование 100-летия со дня рождения Владимира Ильича Ленина»[3]
- 1971 — Орден «Знак Почёта»[3]
- 1981 — Почётное звание «Заслуженный геолог РСФСР»[3]
- 1983 — Государственная премия СССР, за развитие теории формационного анализа и цикл работ (1964—1980) по проблеме «Магматические и эндогенные рудные формации Сибири» (в составе коллектива авторов)[3]
- 1997 — Медаль «В память 850-летия Москвы»[3]
- 1999 — Орден «За заслуги перед Отечеством» IV степени за большой вклад в развитие отечественной науки, подготовку высококвалифицированных кадров и в связи с 275-летием академии наук[8]
- 2000 — Государственная премия Российской Федерации в области науки и техники[9]
- 2009 — Демидовская премия Научного Демидовского фонда, за научное обоснование прогноза новых источников минеральных ресурсов[3]
- 2013 — Премия Правительства Российской Федерации в области науки и техники, за разработку и создание «Российской геологической энциклопедии» (в составе коллектива авторов)[10]
- 2018 — офицер Ордена Академических пальм[11].